# Ci vediamo venerdì (colonna sonora)
Ci vediamo venerdì (Friday) è l'album contenente la colonna sonora dell'omonimo film pubblicato nel 1995. L'album, prodotto dalla Priority Records, resta per due settimane al primo posto nella Billboard 200 e per sei al primo posto nella classifica dei prodotti hip hop, venendo certificato doppio platino dalla RIAA.
| Recensione | Giudizio |
| ---------- | -------- |
| AllMusic   | [ 1 ]    |

## Tracce
1. Friday – 3:51 (testo: Ice Cube – musica: Ice Cube)
2. Keep Their Heads Ringin' (featuring Nancy Fletcher) – 5:06 (testo: Dr. Dre – musica: Dr. Dre, Sam Sneed)
3. Friday Night (featuring CJ Mac) – 3:40 (testo: Scarface – musica: N.O. Joe, Teddy Knock)
4. Lettin' Niggas Know – 4:30 (testo: Threat – musica: DJ Pooh, Rashad Coes)
5. Roll It Up, Light It Up, Smoke It Up – 3:37 (testo: Cypress Hill – musica: DJ Muggs)
6. Take a Hit – 4:36 (testo: Mack 10 – musica: Mack 10)
7. Tryin' to See Another Day – 3:38 (testo: The Isley Brothers – musica: Ronald Isley, Angela Winbush)
8. You Got Me Wide Open – 4:43 (testo: Bootsy Collins, Bernie Worrell – musica: Bootsy Collins, Ice Cube)
9. Mary Jane – 3:58 (testo: Rick James – musica: Art Stewart)
10. I Wanna Get Next To You – 3:59 (testo: Rose Royce – musica: Whitfield)
11. Superhoes – 3:44 (testo: Funkdoobiest – musica: DJ Muggs, DJ Ralph M)
12. Coast II Coast – 5:09 (testo: Tha Alkaholiks – musica: E-Swift)
13. Blast If I Have To – 4:00 (testo: E-A-Ski – musica: CMT, E-A-Ski)
14. Hoochie Mama – 3:00 (testo: 2 Live Crew – musica: 2 Live Crew, Mr. Mixx)
15. I Heard It Through the Grapevine – 6:49 (testo: Roger Troutman – musica: Roger Troutman)

## Classifiche

### Classifiche settimanali
| Classifica (1995)         | Posizione raggiunta |
| ------------------------- | ------------------- |
| Stati Uniti               | 1                   |
| US Top R&B/Hip-Hop Albums | 1                   |

### Classifiche di fine anno
| Classifica (1995)         | Posizione raggiunta |
| ------------------------- | ------------------- |
| Stati Uniti               | 40                  |
| US Top R&B/Hip-Hop Albums | 10                  |
| Classifica (1996)         | Posizione raggiunta |
| Stati Uniti               | 165                 |